# Miss Georgia USA

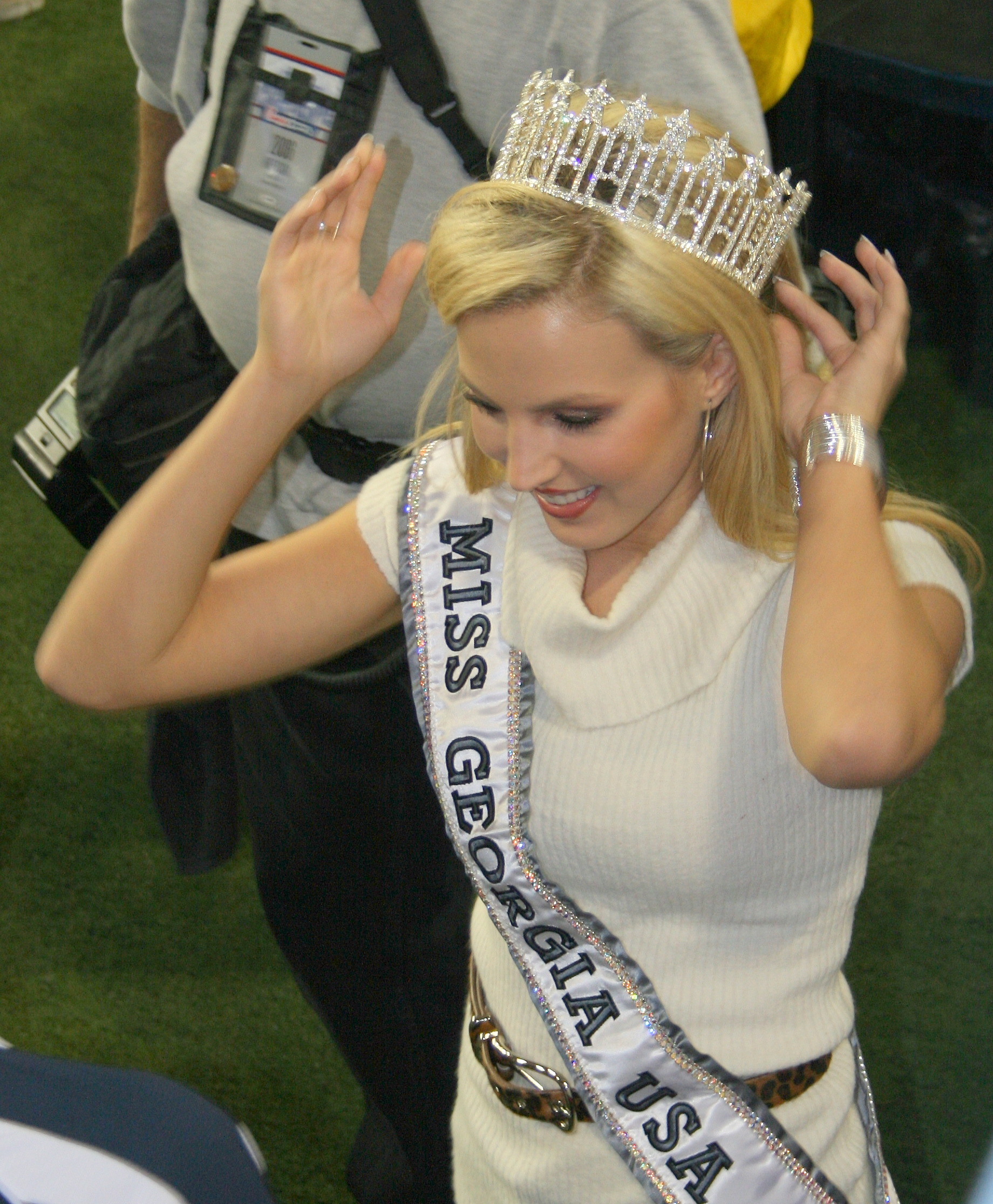
Brittany Swann, Miss Georgia USA 2007

Miss Georgia USA (Miss Geórgia EUA ou Miss Geórgia USA, em português) é o concurso que escolhe a representante do Estado da Geórgia para o concurso Miss USA.
Historicamente, a Geórgia é o décimo-primeiro Estado mais bem-sucedido no Miss USA e tem tido a oitava melhor performance na etapa americana do Miss Universo desde 2000. A Geórgia é um dos 15 Estados com mehor desempenho em termos de classificação entre as semi-finalistas (ou finalistas): 20 no total. É um dos sete Estados que venceram por mais de uma vez o prêmio especial de Miss Fotogenia.
Apesar da grande quantidade de segundas colocadas, nenhuma Miss Georgia USA venceu a disputa nacional.
Quatro ex-misses Georgia Teen USA participaram da disputa adulta, mas apenas duas vencedoras já haviam participado anteriormente do Miss América. Uma delas representou Connecticut.
O certame é dirigido pela Miss Tennessee USA 1989, Kim Greenwood.

## Sumário de resultados

### Classificações
- 2ªs colocadas: Erin Nance (1993)
- 3ªs colocadas: Tami Tesh (1986), Donna Rampy (1988), Tiffany Fallon (2001), Lisa Wilson (2006), Tiana Griggs (2014), Emanii Davis (2016)
- 4ªs colocadas: Dorothy Taylor (1959)
- 5ªs colocadas: Carolann Conno (1955), Diane Austin (1958), Cherie Stephens (1970), Sophia Bowen (1987), Michele Nemeth (1989), Patti Dunn (2000), Jasmyn Wilkins (2012)
- Top 6: Brenda Leithleiter (1990), Jennifer Prodgers (1992)
- Top 10: Marianny Egurrola (2018)
- Top 12: Liz Wickersham (1976), Linda Kerr (1977), Lisa Condre (1981), Dotsy Timm (1983)
- Top 15: Kimberly Gittings (2009)
- Top 16: Kaylin Reque (2011)

### Premiações
- Miss Fotogenia: Liz Wickersham (1976), Sophia Bowen (1987)

## Vencedoras
| Ano     | Nome                 | Cidade         | Idade1 | Classificação no Miss USA | Premiações Especiais no Miss USA | Notas |
| ------- | -------------------- | -------------- | ------ | ------------------------- | -------------------------------- | --- |
| 2020    | Alyssa Beasley       | Brunswick      | 21     |                           |                                  | Anteriormente Miss Geórgia 2017 |
| 2019    | Katerina Rozmajzl    | Atlanta        | 21     |                           |                                  | |
| 2018    | Marianny Egurrola    | Atlanta        | 24     | Top 10                    |                                  | Nasceu em Guajira, Colômbia. |
| 2017    | DeAnna Johnson       | Hazlehurst     | 20     |                           |                                  | |
| 2016    | Emanii Davis         | Griffin        | 21     | 3ª colocada               |                                  | |
| 2015    | Brooke Fletcher      | Peachtree City | 23     |                           |                                  | Anteriormente Miss Georgia Teen USA 2009 e 2ª colocada no Miss Teen USA 2009                                                                          |
| 2014    | Tiana Griggs         | Monticello     | 26     | 3ª colocada               |                                  | |
| 2013    | Brittany Sharp       | Atlanta        | 22     |                           |                                  | Anteriormente Miss Georgia Teen USA 2006 e 5ª colocada no Miss Teen USA 2006                                                                          |
| 2012    | Jasmyn Wilkins       | Atlanta        | 21     | 5ª colocada               |                                  | |
| 2011    | Kaylin Reque         | Suwanee        | 22     | Top 16                    |                                  | |
| 2010    | Cassady Lance        | Savannah       | 25     |                           |                                  | Foi Miss Georgia Teen USA 2003 |
| 2009    | Kimberly Gittings    | Lilburn        | 20     | Top 15                    |                                  | |
| 2008    | Amanda Kozak         | Warner Robins  | 23     |                           |                                  | Foi Miss Georgia 2006 e 3ª colocada no Miss America 2007; 2ª colocada no National Sweetheart 2005                                                     |
| 2007    | Brittany Swann       | Tyrone         | 23     |                           |                                  | |
| 2006    | Lisa Wilson          | Rome           | 26     | 3ª colocada               |                                  | Semi-finalista na terceira temporada do American Idol                                                                                                 |
| 2005    | Tanisha Brito        | Dunwoody       | 24     |                           |                                  | Foi Miss Connecticut 2002 e top 10 no Miss America 2003                                                                                               |
| 2004    | Caroline Medley      | Suwanee        | 26     | Top 10                    |                                  | |
| 2003    | Erin Haney           | Atlanta        | 21     |                           |                                  | |
| 2002    | Heather Hogan        | Duluth         | 21     |                           |                                  | |
| 2001    | Tiffany Fallon       | Duluth         | 26     | 3ª colocada               |                                  | Playmate do Ano em 2005, competiu no Celebrity Apprentice.                                                                                            |
| 2000    | Patti Dunn           | Duluth         | 24     | 5ª colocada               |                                  | |
| 1999    | Meredith Young       |                | 25     |                           |                                  | Foi Miss Georgia Teen USA 1991 e 2ª colocada no Miss Teen USA 1991                                                                                    |
| 1998    | Edlyn Lewis          |                | 24     |                           |                                  | |
| 1997    | Denesha Reed         | McDonough      | 22     |                           |                                  | Foi Miss Georgia Teen USA 1993 e top 6 no Miss Teen USA 1993                                                                                          |
| 1996    | Jenny Craig          |                |        |                           |                                  | Mais tarde Mrs. Texas America 2004 e Mrs. Fotogenia no Mrs. America 2004 sob o nome de casada, Jennifer Palmieri.                                     |
| 1995    | Paulette Schier      | Atlanta        | 23     |                           |                                  | Miss Oktoberfest 1995, Miss Teen All American 1990 |
| 1994    | Andrea Moore         | Atlanta        |        |                           |                                  | |
| 1993    | Erin Nance           | Calhoun        | 21     | 2ª colocada               |                                  | Foi Miss Georgia Teen USA 1988, 3ª colocada no Miss Oktoberfest 1994, Miss Teen All American 1991                                                     |
| 1992    | Jennifer Prodgers    | Atlanta        | 23     | Finalista (TOP 06)        |                                  | 2ª colocada no Miss Oktoberfest 1992 |
| 1991    | Tamara Rhodes        |                |        |                           |                                  | |
| 1990    | Brenda Leithleiter   |                | 22     | Finalista (TOP 06)        |                                  | Miss Flower Queen 1990 |
| 1989    | Michele Nemeth       | Lilburn        | 24     | 5ª colocada               |                                  | 2ª colocada no Miss Oktoberfest 1989, foi representante americana no Miss Maja International 1984 (não-classificada). Filha da Miss Maryland USA 1959 |
| 1988    | Donna Rampy          |                | 24     | 3ª colocada               |                                  | Semi-Finalista no Miss Asia Pacific Quest 1988 como Miss USA                                                                                          |
| 1987    | Sophia Bowen         | Marietta       | 21     | 5ª colocada               | Miss Fotogenia                   | |
| 1986    | Tami Tesch           |                | 21     | 3ª colocada               |                                  | 3ª colocada no Miss Oktoberfest 1986 |
| 1985    | Amanda Smith         | Smyrna         |        |                           |                                  | |
| 1984    | Jayne Poteet         | Norcross       |        |                           |                                  | Miss Oktoberfest 1987 |
| 1983    | Dotsy Timm           | Augusta        |        | Semi-finalista            |                                  | |
| 1982    | Kelly Blackston      | Savannah       |        |                           |                                  | |
| 1981    | Lisa Condre          | Atlanta        |        | Semi-finalista            |                                  | |
| 1980    | April Reid           | Augusta        |        |                           |                                  | |
| 1979    | Debbie Freeman       |                |        |                           |                                  | |
| 1978    | Larinda Matthews     | Marietta       |        |                           |                                  | |
| 1977    | Linda Kerr           | Alpharetta     |        | Semi-finalista            |                                  | |
| 1976    | Liz Wickersham       | Atlanta        |        | Semi-finalista            | Miss Fotogenia                   | |
| 1975    | Diana Goodman        | Forest Park    |        |                           |                                  | |
| 1974    | Vicki Ross           |                |        |                           |                                  | |
| 1973    | Melanie Chapman      |                |        |                           |                                  | |
| 1972    | Kaye Ayers           |                |        |                           |                                  | |
| 1971    | Jenny Andrews        |                |        |                           |                                  | |
| 1970    | Cherie Stephens      | Atlanta        |        | 5ª colocada               |                                  | |
| 1969    | Judy Lyons           |                |        |                           |                                  | |
| 1968    | Midge Ivie           |                |        |                           |                                  | |
| 1967    | Jane Lineberger      |                |        |                           |                                  | |
| 1966    | Não disponível       |                |        |                           |                                  | |
| 1965    | Judy Simpson         |                |        |                           |                                  | |
| 1964    | Lynda Tatum          |                |        |                           |                                  | |
| 1963    | Brenda Seagraves     |                |        |                           |                                  | |
| 1962    | Genelda Odum         | Odum           |        |                           |                                  | |
| 1961    | Patsy Giddens        |                |        |                           |                                  | |
| 1960    | Cecilia Upton        |                |        |                           |                                  | |
| 1959    | Dorothy Taylor       |                |        | 4ª colocada               |                                  | |
| 1958    | Diane Austin         |                |        | 5ª colocada               |                                  | |
| 1957    | Ruth Lycan           |                |        |                           |                                  | |
| 1956    | Mary Ruff            |                |        |                           |                                  | |
| 1955    | Carolann Conno       |                |        | 5ª colocada               |                                  | |
| 1953-54 | Não enviou candidata |                |        |                           |                                  | |
| 1952    | Betty Jane Wood      |                |        |                           |                                  | |
| 1952    | Rosemarie Bowe       |                |        |                           |                                  | renunciou |

1 Idade à época do concurso Miss USA